# Gum (Mondkrater)
Gum ist ein Einschlagkrater äußersten südöstlichen Rand der Mondvorderseite, am östlichen Rand des Mare Australe, nordöstlich des Kraters Hamilton und nordwestlich von Jenner.
Der Krater ist weitgehend von den Laven des Mare überflutet, so dass nur noch ein Rest des Kraterrandes sichtbar ist.
| Buchstabe | Position           | Durchmesser | Link |
| --------- | ------------------ | ----------- | ---- |
| S         | 39,66° S, 84,93° O | 34 km       |      |

Der Krater wurde 1970 von der IAU nach dem australischen Astronomen Colin Stanley Gum offiziell benannt.